# Pissin' Razorbladez
Pissin' Razorbladez je Angerfistov prvi cjeloviti album. Album sadrži dva CD-a i DVD s video materijalom.

## Popis pjesama

### CD 1
1. Intro (1:31)
2. Chaos And Evil (3:55)
3. Dortmund´05 (5:34)
4. The Driller Killer (4:31)
5. Kidnapped Redneck (4:35)
6. Cannibal (4:19)
7. End (4:22)
8. Dance With The Wolves (5:11)
9. Stainless Steel (4:46)
10. The Fastlane (3:46)
11. A Touch Of Insanity (4:54)
12. My Critic Fetish (5:05)
13. Penis Enlargement (2nd Edit feat. Akira) (4:10)
14. Dead Man Walking (4:31)
15. Pissin' Razorbladez (4:18)
16. Yes (4:55)
17. Spit On You (3:22)

### CD 2
1. Raise Your Fist (7:11)
2. Take U Back (6:05)
3. Necroslave (4:47)
4. The World Will Shiver (T-Junction & Rudeboy Remix) (5:18)
5. Criminally Insane (4:43)
6. Maniac Killa (6:20)
7. Twisting My Mind (6:12)
8. Human Resource - Dominator (Outblast & Angerfist Remix) (6:51)
9. B.A.M.M. (Dr. Z-Vago Remix) (4:34)
10. Fuck Off (4:06)
11. With The Fresh Style (4:52)
12. Killerfist (Akira HKViolence Remix) (5:31)
13. Fuck The Promqueen (3:34)
14. Nothing But The Darkside (3:45)

### DVD
1. Angerfist Megamix (8:35)
2. The World Will Shiver (Official Masters of Hardcore - The Core Supremacy Anthem) (4:02)

## Uzorci
- "Dead Man Walking" - uzorci iz filma Dawn of the Dead
- "Maniac Killa" - uzorci iz istoimene Twiztidove pjesme.
- "Cannibal" - uzorci iz Morticianove pjesme "Chainsaw Dismemberment".
- "Criminally Insane" - uzorci iz Rammsteinove pjesme "Sonne".
- "Kidnapped Redneck" - uzorci iz Insane Clown Posseove pjesme "Chicken Huntin".
- "Yes" - uzorci iz filma Sexy Beast.
- "Dance with the Wolves" i "Dortmund'05" - uzorci iz Inspectah Deckove pjesme "City High".
- "Spit On You" - uzorci iz Eminemove "Big Weenie" i D12ove pjesme "That's How..."
- "Fuck The Promqueen" - uzorci iz filma The Rock.
- "Take U Back" - uzorci iz filma Akira
- "Stainless Steel" - uzorci D12ove pjesme "Shit On You"
- "Pissin' Razorblades" - uzorci iz filma The Green Mile
- "My Critic Fetish" - uzorci iz pjesme "Shit Hits the Fan" Obie Tricea s Eminemom i Dr. Dreom i "Hate Me Now" Nasa s Diddyjem.

## Napomena
- Album uključuje neka stilska odstupanja od uobičajenog Angerfistovog gabber zvuka; "Kidnapped Redneck" je breakbeat, dok je "Nothing But The Darkside" IDM.

## Vanjske poveznice
- Pissin' Razorbladez diskografija